# Новое Запорожье (Запорожский район)
Новое Запорожье (укр. Нове Запоріжжя) — село,
Долинский сельский совет,
Запорожский район,
Запорожская область,
Украина.
Код КОАТУУ — 2322183505. Население по переписи 2001 года составляло 771 человек.

## Географическое положение
Село Новое Запорожье находится на расстоянии в 1 км от посёлка Канцеровка и в 2-х км от села Зеленополье.
Рядом проходят автомобильная дорога Н-23 и
железная дорога, станция Канцеровка в 1,5 км.

## История
- 1922 год — дата основания.

## Экономика
- «Запорожбудторг», ООО.
- «Дружба», ООО.

## Объекты социальной сферы
- Школа.
- Клуб.